# Глядень-3
Гля́день-3 (рос. Глядень-3) — село у складі Благовіщенського району Алтайського краю, Росія. Входить до складу Гляденської сільської ради.

## Населення
Населення — 280 осіб (2010; 369 у 2002).
Національний склад (станом на 2002 рік):
- росіяни — 60 %
- німці — 30 %